# Liste der Naturdenkmale in Zell (Mosel)
Die Liste der Naturdenkmale in Zell (Mosel) nennt die im Gemeindegebiet von Zell (Mosel) ausgewiesenen Naturdenkmale (Stand 25. März 2024).

## Naturdenkmale
| Nr.         | Bezeichnung    | Lage                                                                     | Beschreibung                 | Bild                                    |
| ----------- | -------------- | ------------------------------------------------------------------------ | ---------------------------- | --------------------------------------- |
| ND-7135-439 | Sechs Eichen   | Zell, östlich des Ortes; Abteilung Hahnborn Lage                         | Quercus sp., sechs Bäume     | Direkt Bild zu diesem Denkmal hochladen |
| ND-7135-440 | Eiche          | Zell, südöstlich des Ortes; Abteilung Hinter Fiesenhell Lage             | Quercus sp.                  | Direkt Bild zu diesem Denkmal hochladen |
| ND-7135-441 | Buche          | Zell, südöstlich des Ortes; Abteilung Kremperswiese Lage                 | Fagus sylvatica              | Direkt Bild zu diesem Denkmal hochladen |
| ND-7135-442 | Buche          | Zell, südöstlich des Ortes; Abteilung Grüneichen Lage                    | Fagus sylvatica, abgestorben | Direkt Bild zu diesem Denkmal hochladen |
| ND-7135-443 | Buche          | Zell, östlich des Ortes an der B 421; Abteilung Unterste Weidenhell Lage | Fagus sylvatica              | Direkt Bild zu diesem Denkmal hochladen |
| ND-7135-444 | Drei Eichen    | Merl, nördlich des Ortes; Abteilung Speierwald Lage                      | Quercus sp., drei Bäume      | Direkt Bild zu diesem Denkmal hochladen |
| ND-7135-445 | Fünf Eichen    | Kaimt, nördlich des Ortes; Abteilung Streitwald Lage                     | Quercus sp., fünf Bäume      | Direkt Bild zu diesem Denkmal hochladen |
| ND-7135-446 | Zwei Nussbäume | Kaimt, nordöstlich des Ortes bei Kloster Marienburg Lage                 | Juglans regia, zwei Bäume    | Direkt Bild zu diesem Denkmal hochladen |